# Huta Aniołów
Huta Aniołów – dawna wieś, obecnie osiedle na Bałutach w Łodzi. Historycznie i przestrzennie związana z pobliską Zimną Wodą.

## Historia
Dawniej samodzielna wieś. Od 1867 w gminie Brużyca. W okresie międzywojennym należała do powiatu łódzkiego w woj. łódzkim. 27 marca 1924 zniesiono gminę Brużyca, a Hutę Aniołów włączono do nowo utworzonej gminy Brużyca Wielka. 1 września 1933 utworzono gromadę (sołectwo) Zimna Wod w granicach gminy Brużyca Wielka, składające się ze wsi Zimna Woda i Huta Aniołów.
Podczas II wojny światowej włączona do III Rzeszy. Po wojnie Zimna Woda (z Hutą Aniołów) powróciła do powiatu łódzkiego w woj. łódzkim jako jedna z 20 gromad gminy Brużyca Wielka. W związku z reorganizacją administracji wiejskiej jesienią 1954, Zimna Woda z Hutą Aniołów weszła w skład nowej gromady Brużyca Wielka.  W 1971 roku ludność wsi wynosiła 286.
1 stycznia 1959 Hutę Aniołów (2,2860 ha) wyłączono z gromady Brużyca Wielka, włączając ją do miasta Łodzi. Zimną Wodę (248,30 ha) włączono do Łodzi dopiero 1 stycznia 1988.